# Giulio Viozzi
Giulio Viozzi, italijanski skladatelj, pianist in kritik, * 5. julij 1912, Trst, † 29. november 1984, Verona, Italija.
Njegovo najbolj znano delo je opera enodejanka Alamistakeo, ki je bila krstno izvedena 26. oktobra 1954 v Bergamu. V Mariboru so jo prvič uprizorili že leta 1962.